# Bissingen (Bayern)
Bissingen er en købstad (Markt) i Landkreis Dillingen an der Donau i Regierungsbezirks Schwaben i den tyske delstat Bayern, med knap 3.800 indbyggere.

## Geografi
Bissingen ligger i Region Augsburg. Gennem kommunen Bissingen løber floden Kessel.
I kommunen ligger ud over Bissingen følgende landsbyer og bebyggelser: Buch, Buggenhofen, Burgmagerbein, Diemantstein, Fronhofen, Gaishardt, Göllingen, Hochstein, Kesselostheim, Leiheim, Oberliezheim, Oberringingen, Stillnau, Thalheim, Unterbissingen, Unterringingen, Warnhofen, Zoltingen og Tuifstädt.